# Alchemilla bipinnatifida
Alchemilla bipinnatifida é uma espécie de rosácea do gênero Alchemilla, pertencente à família Rosaceae.